# Yoko-Otoshi

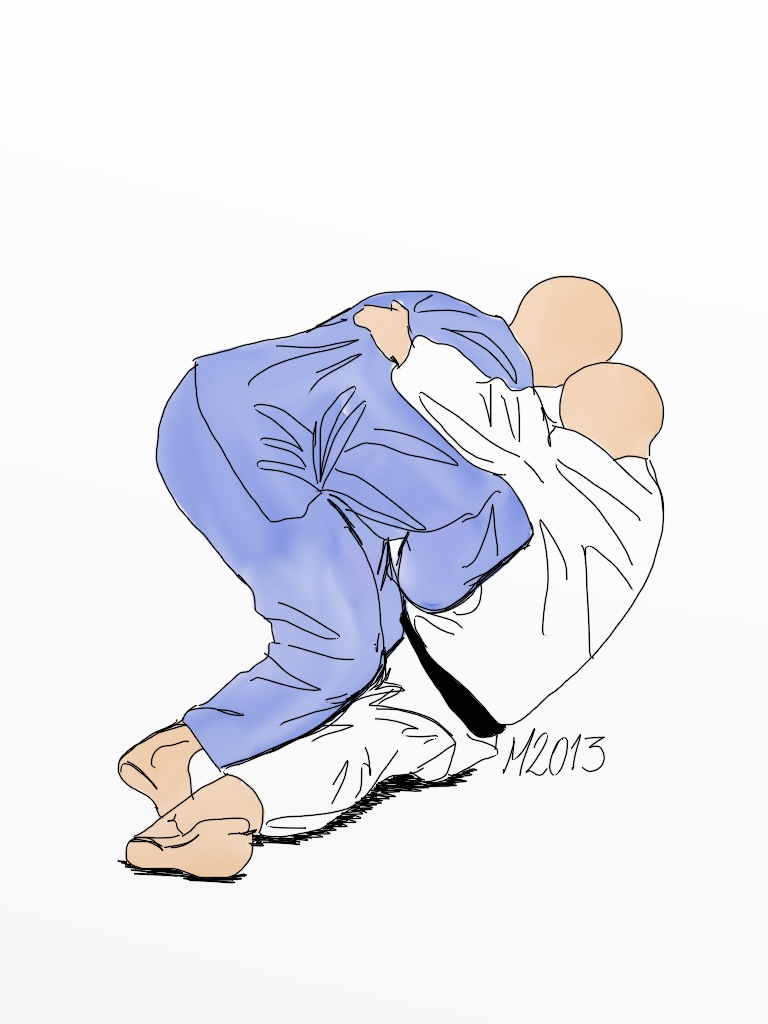
Illustration de la technique

Yoko-Otoshi (renversement latéral, en japonais : 横落) est une technique de projection du judo. 
Yoko-Otoshi est la 3e technique du 3e groupe du Gokyo. 